# L'infedeltà delusa
L'infedeltà delusa és una òpera en dos actes de Joseph Haydn, amb llibret de Marco Coltellini. S'estrenà al Teatre del Palau Esterházy d'Esterház el 26 de juliol de 1773. Haydn va compondre la deliciosa música d'aquesta burletta per musica en dos actes, en l'ambient tranquil del castell dels prínceps Esterházy, obrint el camí, que hauria de ser tan fecund, de les òperes bufes dels músics que el van seguir.

## Argument
La intriga ens porta a una vila italiana de 1700 i ens mostra Sandrina, jove camperola (soprano) que sembla disposada a obeir la voluntat del seu pare Filippo (tenor) el qual la vol casar amb Nencio (tenor) un ric aldeà. Amb seguretat, Nencio estima Sandrina, però aquesta prefereix el jove Nanni (baix) més pobre que ell. Després de milers de peripècies burlesques, entre les quals trobem el camuflatge de Nanni i de la seva germana Vespino (soprano) en diversos personatges, la peça acaba amb un doble casament: Sandrina i Nanni, Vespina i Nencio.

## Discografia
- Haydn Opera Gala: L'infedeltà delusa (extrets), amb L'Orquestra de la WDR de Colònia i Simona Kermes,Chenn Reiss, Juanito Lascarro, Siphiwe McKenzie-Edelmann, 2009/2011, Capriccio C5255